# 卡内瓦尔县

所在位置

卡内瓦尔县，巴基斯坦旁遮普省的一个县，位于该省中部。总面积4,349平方公里，总人口2,068,490（1998）。县治位于卡内瓦尔。

## 行政区划
卡内瓦尔县辖有4个乡。